# Christopher Priest
Christopher Priest (Mánchester, 14 de julio de 1943 - 2 de febrero de 2024) fue un escritor de ciencia ficción y novelista británico.
Entre sus obras destacan Fugue for a darkening island, The inverted world y The prestige (El gran truco en Latinoamérica, y El truco final en España).
Priest fue fuertemente influenciado por la ciencia ficción de H. G. Wells (1866-1946) y en 2006 fue nombrado para el cargo de vicepresidente de la Sociedad Internacional H. G. Wells.

## Obras
Una de sus primeras novelas, La afirmación, se refiere a un hombre traumatizado que aparentemente entra en un mundo ilusorio en el que experimenta un largo viaje a un archipiélago de islas exóticas, que plantea la cuestión de si el archipiélago es en realidad una fantasía. Ya Priest había presentado este mismo escenario en otras historias cortas.
Priest también se ocupó de delirantes realidades alternativas en Un sueño de Wessex en el que un grupo de experimentadores de un proyecto del gobierno británico son conectados a una máquina generadora de hipnosis, y participan juntos en un imaginario futuro en una isla de vacaciones en la costa de una Gran Bretaña sovietizada.

### Guiones cinematográficos
Para acompañar a la película eXistenZ (1999), de David Cronenberg, Priest escribió un guion que es combinación de los temas de las novelas Un sueño de Wessex y Los extremos.
Priest también escribió guiones para las temporadas 18 y 19 de la serie británica de ciencia ficción Doctor Who. El primero, «Órdenes selladas», era un thriller político basado en el planeta Gallifrey, pero fue abandonado debido a problemas de guion y se sustituyó por «Warriors’ gate». El segundo, «The enemy within», fue finalmente abandonado debido también a problemas con el guion, y a lo que Priest percibió como un trato ofensivo después de que se le pidió que modificara el guion para incluir la muerte de Adric. Fue reemplazado por «Earthshock». Estos desencuentros hicieron que la producción de la serie no utilizara nunca más los textos de autores literarios establecidos.
En 2006 se estrenó la película The prestige, basada en su novela homónima. Fue dirigida por Christopher Nolan y protagonizada por Christian Bale y Hugh Jackman. A pesar de las diferencias entre la novela y el guion, Nolan estaba tan preocupado de que el desenlace se mantuviera como sorpresa, que bloqueó los planes para una lucrativa edición del libro en Estados Unidos (antes del estreno de la película).

### Trabajo bajo seudónimos
Priest usa el seudónimo John Luther Novak y Wedgelock Colin, por lo general para las peliculizaciones de sus novelas. Además de la película eXistenZ (que arruinó el intento de seudónimo al incluir la biografía de Priest en la página web de la película), también ha escrito los guiones de las películas Mona Lisa (como John Luther Novak) y Cortocircuito (como Colin Wedgelock).
Priest ha cooperado con su colega escritor británico de ciencia ficción David Langford en varias empresas bajo la marca Ansible.

## Obras

### Novelas
- 1970: Indoctrinaire (Indoctrinario - Edhasa, 1981) Londres: Faber and Faber, 1970.
- 1972: Fugue for a darkening island (Fuga para una isla en tinieblas - Editorial Alfa Argentina, 1975). Londres: Faber and Faber.
  - Nominado al premio Campbell (1973)[3]
- 1974: The inverted world (El mundo invertido - Emecé, 1976). Londres: Faber and Faber, 1974.
  - Ganador del BSFA, 1974,[4] nominado al premio Hugo, 1975.[5]
- 1976: The space machine (La máquina espacial - Emecé, 1977) Londres: Faber and Faber, 1976. En su trama une dos novelas de H. G. Wells: La guerra de los mundos y La máquina del tiempo.
- 1977: A dream of Wessex (Sueño programado - Emecé, 1978) (título en Estados Unidos: The perfect lover). Londres: Faber and Faber, 1977.
- 1981: The affirmation (La afirmación - Minotauro, 1984) Londres: Faber and Faber, 1981.
  - Nominado a los premios BSFA, 1981[6]
- 1984: The glamour (El glamour - Minotauro, 1999) Londres: Jonathan Cape, 1984.
  - Nominado al BSFA, 1984[7]
- 1986: Short circuit. Sphere Books, 1986 (guion con el nombre de Colin Wedgelock).
- 1986: Mona Lisa. Sphere Books, 1986 (guion con el nombre de John Luther Novak).
- 1990: The quiet woman. Londres: Bloomsbury, 1990.
- 1995: The prestige (El prestigio - Minotauro, 2002) Londres: Touchstone, Simon and Schuster, 1995.
  - Nominado al BSFA, 1995;[8] ganador del World Fantasy Award, ganador del James Tait Black Memorial Prize, nominado a los premios Clarke Awards, 1996.
- 1998: The extremes (Experiencias Extremas, S.A. - Minotauro, 2003) Londres: Simon and Schuster, 1998
  - Ganador del BSFA, 1998; nominado al premio Clarke Award, 1999[9]
- 1999: eXistenZ. Harper, 1999 (guion).
- 2002: The separation. Scribner, 2002; Old Earth Books, 2005.
  - Ganador del premio BSFA 2002; ganador del premio Clark, nominado al premio Campbell Award, 2003[10]
- 2011: The islanders. Gollancz, 2011.
  - Ganador del BSFA, 2011; ganador del Campbell Award, 2012

### Cuentos cortos
- 1975: Real-time world. Londres: Faber and Faber, 1975. Reeditado en 2009.
- 1979: An infinite summer Londres: Faber and Faber, 1979 (tres cuentos reimpresos en The dream archipelago). Edición es español Un verano infinito, Minotauro, Buenos Aires.
- 1999: The dream archipelago. Earthlight, 1999. Reeditado en 2009.
- 2008: Ersatz wines - Instructive short stories. GrimGrin Studio, 2008 (antología de primeras obras).

### Cuentos cortos y otras obras
- «The run» (ss) SF Impulse, volumen 1, n.º 3, mayo de 1966.
- «Conjugation» (ss) New Worlds, n.º 169, diciembre de 1966.
- «Impasse» (sss) SF Impulse, volumen 1, n.º 12, febrero de 1967.
- «The ersatz wine» (ss) New Worlds, n.º 171, marzo de 1967.
- «The match» (ss) Tit-Bits, 11 de noviembre de 1967.
- «Occupation force» (ss) Tit-Bits, 25 de noviembre de 1967.
- «The haul» [with Dick Howett] (ss) Tit-Bits, 31 de agosto de 1968.
- «The interrogator» (nv) New Writings in SF 15, editor John Carnell. Londres: Dobson, 1969.
- «The perihelion man» (nv) New Writings in SF 16, editor John Carnell. Londres: Dobson, 1969.
- «Breeding ground» (ss) Vision of Tomorrow, enero de 1970.
- «Double consummation» (ss) The Disappearing Future, editor George Hay, Panther, 1970.
- «Fire storm» (ss) Quark/#1, editor Samuel R. Delany & Marilyn Hacker, Paperback Library, 1970.
- «Nothing like the sun» (ss) Vision of Tomorrow #10, julio de 1970.
- «Real-time world» (nv) New Writings in SF 19, editor John Carnel. Londres: Dobson, 1971.
- «Sentence in binary code» (ss) Fantastic, de agosto de 1971.
- «The head and the hand» (ss) New Worlds Quarterly 3, editor Michael Moorcock. Londres: Sphere, 1972.
- «The inverted world» (nv) New Writings in SF 22, editor Kenneth Bulmer. Londres: Sidgwick & Jackson, 1973.
- «Transplant» (ss) Worlds of If, enero/febrero de 1974.
- «A woman naked» (ss) Science Fiction Monthly, v1 #1 1974.
- «The invisible men» (ss) Stopwatch, editor George Hay, New English Library, 1974.
- Your book of film-making (n.f.) Londres: Faber and Faber, 1974.
- «Men of good value» (ss) New Writings in SF 26, editor Kenneth Bulmer. Londres: Sidgwick & Jackson, 1975.
- «The cremation» (nv) Andromeda 3, editor Peter Weston. Londres: Futura, 1978.
- «The negation» (nv) Anticipations, editor Christopher Priest, Scribner's, 1978.
- «The watched» (na) The Magazine of Fantasy and Science Fiction, abril de 1978.
- «Whores» (ss) New Dimensions 8, editor Robert Silverberg, Harper & Row, 1978.
- «Palely loitering» (nv) The Magazine of Fantasy & Science Fiction, enero de 1979.
- «The agent» (with David Redd) (nv) Aries 1, editor John Grant, David & Charles, 1979.
- The making of the lesbian horse (n.f.), Novacon 9 (for the Birmingham Science Fiction Group), 1979.
- «The miraculous cairn» (nv) New Terrors #2, editor Ramsey Campbell. Londres: Pan, 1980.
- «The ament» (nv) Seven Deadly Sins: A Collection of New Fiction, editor anónimo. Londres: Severn House, 1985.
- The book on the edge of forever (n.f.) Fantagraphics, Seattle, junio de 1993.
- «In a flash» (from The Prestige) (ex) Interzone, n.º 99, septiembre de 1995.
- «I, Haruspex» (ss) The Third Alternative, n.º 16, 1998.
- «The equatorial moment» (ss) The Dream Archipelago, Earthlight, 1999.
- «The cage of chrome» (sss) Interzone, n.º 156, junio de 2000.
- «The discharge» (ss) SciFi.com Website 13 de febrero de 2002.
- «A dying fall» (ss) Asimov’s Science Fiction, volumen 20, n.º 12, diciembre de 2006.
- «The trace of him» (ss) Interzone, n.º 214, febrero de 2008.
- The magic - The story of a film (n.f.) GrimGrin Studio, Hastings, 2008.

## Premios y distinciones
Priest ha ganado el premio BSFA a la mejor novela en cuatro ocasiones:
- En 1974, por El mundo al revés,[11]
- En 1998, por The extremes,[12]
- En 2002, por The separation,[13] y
- En 2011, por The islanders.[14]

También ha ganado el James Tait Black Memorial Prize en ficción, y la World Fantasy Award a la mejor novela (por The prestige).
Priest también ha ganado el premio BSFA para la ficción corta en 1979, por el cuento «Palely loitering», y ha sido nominado para el Premio Hugo en las categorías de mejor novela, mejor novela, mejor novela corta, mejor libro de no ficción (este último por El libro en el filo de la eternidad, también conocido como Last visions deadloss), una exploración de la antología inédita Last dangerous visions (‘últimas visiones peligrosas’).
En 1977, La máquina del espacio ganó el Premio Internacional de Ciencia Ficción en el Premio Ditmar. El ensayo de Priest de 1979 «The making of the lesbian horse» (publicado como un librito Novacon) tiene una mirada humorística acerca de los orígenes de su aclamada novela El mundo al revés. Priest fue invitado de honor en Novacon 9 (1979) y Novacon 30 (2000), y en el 63.ª Convención Mundial de Ciencia Ficción (2005).
En 1983, Priest fue nombrado uno de los veinte mejores jóvenes novelistas británicos de Granta.
Entre el 7 de noviembre y el 7 de diciembre de 2007, el Colegio Chelsea de Arte y Diseño tuvo una exposición en su galería Chelsea Space inspirada en la novela de Priest La afirmación.

## Vida personal
Hasta 1987 estuvo casado con la escritora Lisa Tuttle y hasta 2011 con Leigh Kennedy, con quien tuvo 2 hijos.